# Трибусівка
Трибусі́вка —  село в Україні, у Студенянській сільській громаді Тульчинського району Вінницької області. Населення становить 987 осіб. Розташоване на обох берегах річки Вікниці, що є притокою Дністра.

## Історія
За переказами старожилів Трибусівка виникла дуже давно. Першими поселенцями були люди, які мандрували і шукали кращих місць для життя, тікаючи від утисків панів. На сільському кладовищі досі збереглися старовинні надгробні хрести. Назва села, за легендою походить від того, що перший такий мандрівник на прізвище Трибух побудував першу хату на одному з горбів, де тепер починається село.
Існує ще одна легенда про виникнення назви поселення. В ній розповідається про те, що колись давно у пана була чарівна донька. На одне із свят він подарував їй дороге намисто. Одного разу красуня вирішила прогулятися у ньому по садку. Нитка розірвалася і намистинки розкотилися по саду. Пан наказав прислузі зібрати намисто. Довго ті люди збирали і відшуковували їх. Врешті-решт зібрали. Однак у намисті не вистачало три бусинки. З тих пір місцевість, де було їх загублено отримала назву Трибусівка.
Село цікаве й тим, що у ньому кожний, бодай маленький куточок має свою назву, яка розкриває велику історію Трибусівки. З неї можна дізнатися хто є хто, коли де жив. Наприклад у селі є Микитова криниця, Томова криниця, Штефанова криниця, Соборна криниця, або ж Марків яр, Булатишин яр, Кабаків мочар. По околицях села розташовані Одаї, що в перекладі з молдовської означає «хутір». Зараз це просто садки, в яких є чимало фруктових дерев, а колись були поселення. Джерело — це ділянка за селом, яка не може не здивувати своєю красою. Тут з-під каміння б'є природне джерело з надзвичайно чистою, холодною, напрочуд смачною водою. На одному з пагорбів села, на роздоріжжі стоїть великий дерев'яний хрест, який, за свідченнями старожилів, встановили коли почали будувати село і який став своєрідним символом та оберегом села. Куток, що знаходиться поблизу нього, так і називається
«Біля хреста».
7 (20) листопада 1917 року, відповідно до Третього Універсалу Української Центральної Ради, увійшло до складу Української Народної Республіки.
3 червня 1925 Велико-Косницький район розформований, село перейшло до складу Піщанського району.
У 1957 р. до села приєднано село Нижня Слобідка.
12 червня 2020 року, відповідно до Розпорядження Кабінету Міністрів України  № 707-р «Про визначення адміністративних центрів та затвердження територій територіальних громад Вінницької області», увійшло до складу Студенянської сільської громади.
19 липня 2020 року, в результаті адміністративно-територіальної реформи та ліквідації Піщанського району, село увійшло до складу Тульчинського району.

## Населення

### Мова
Розподіл населення за рідною мовою за даними перепису 2001 року:
| Мова       | Відсоток |
| ---------- | -------- |
| українська | 99,39%   |
| російська  | 0,51%    |

## Галерея

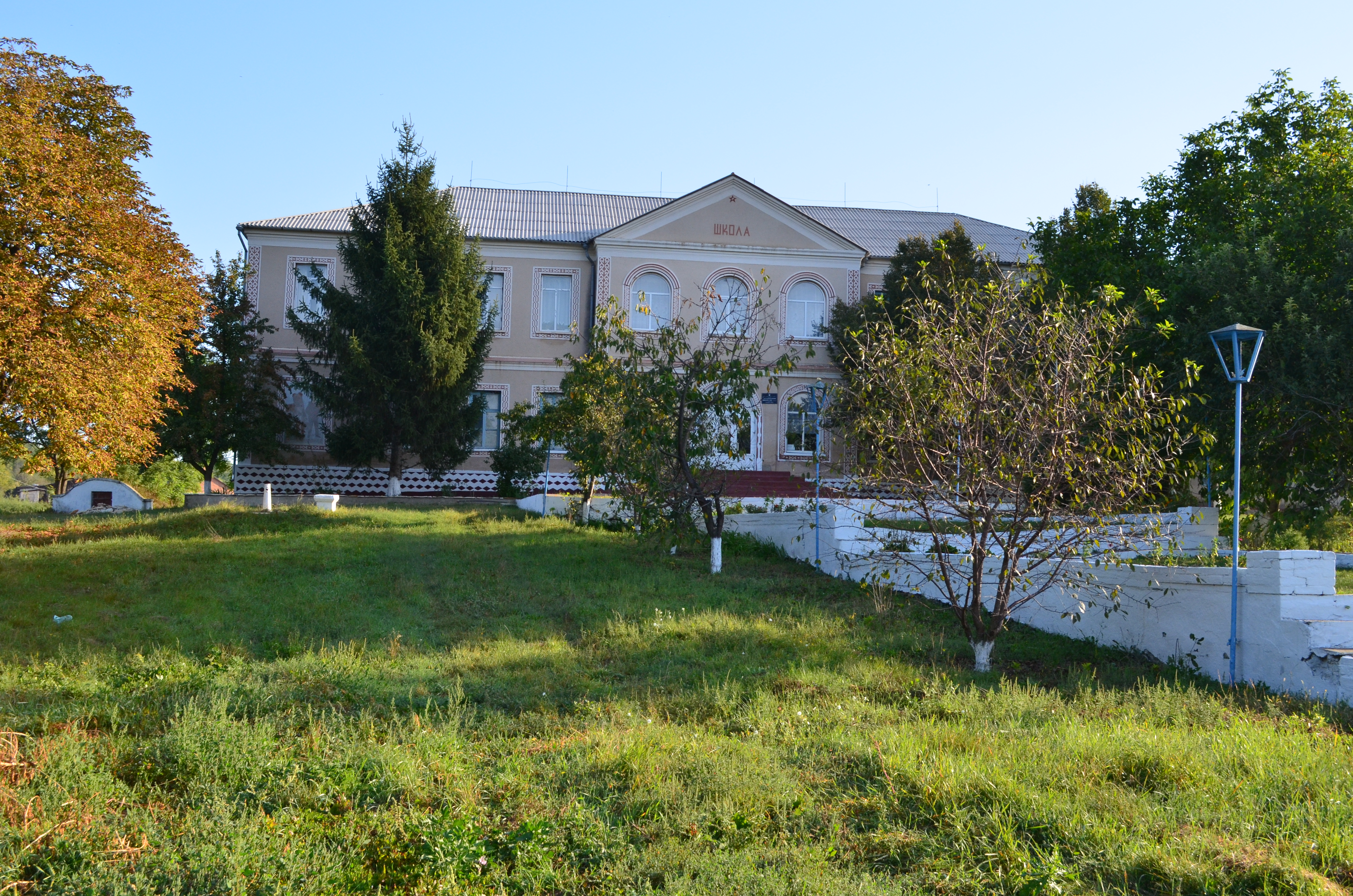
Школа
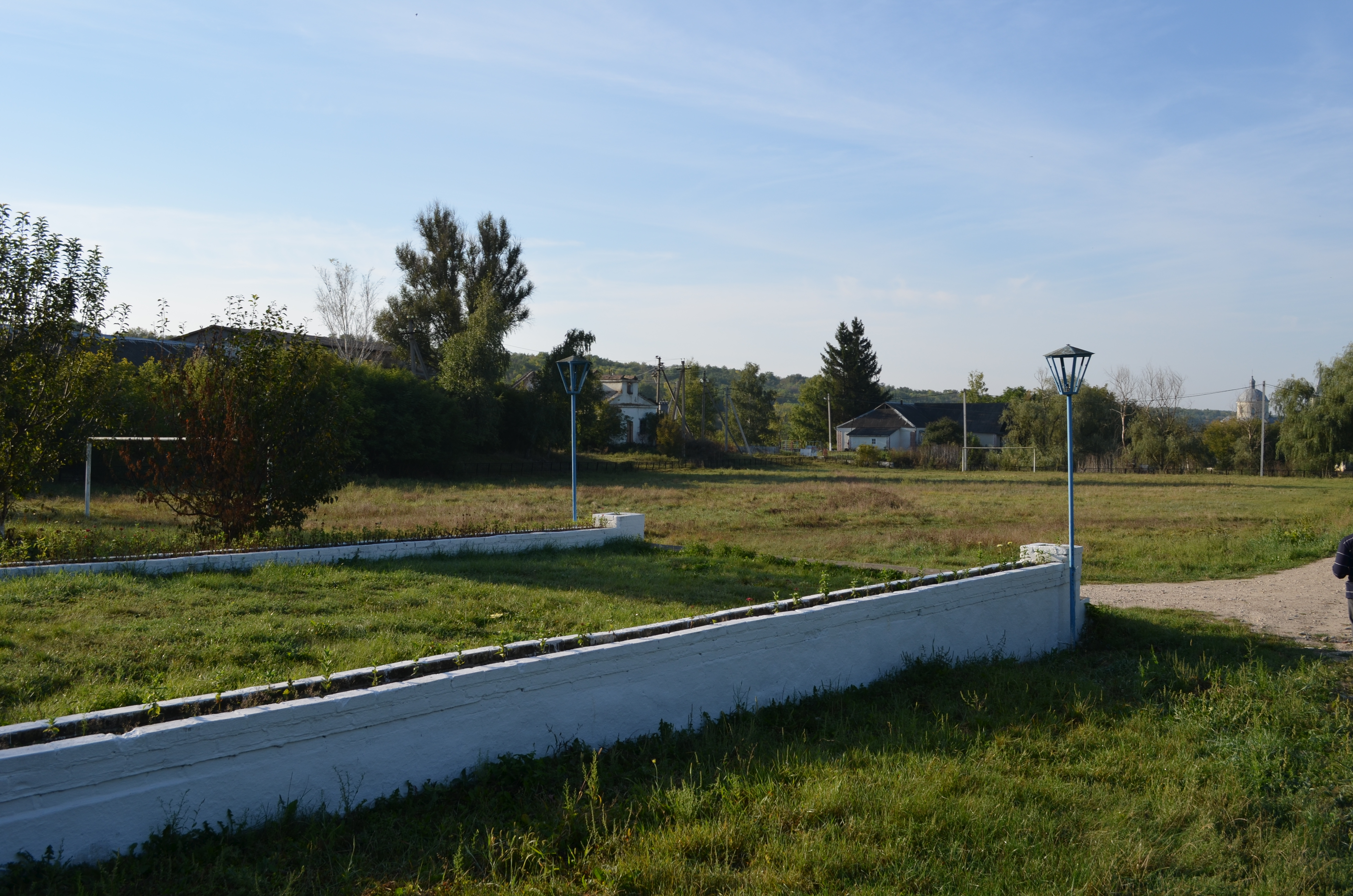
Спортивний майданчик
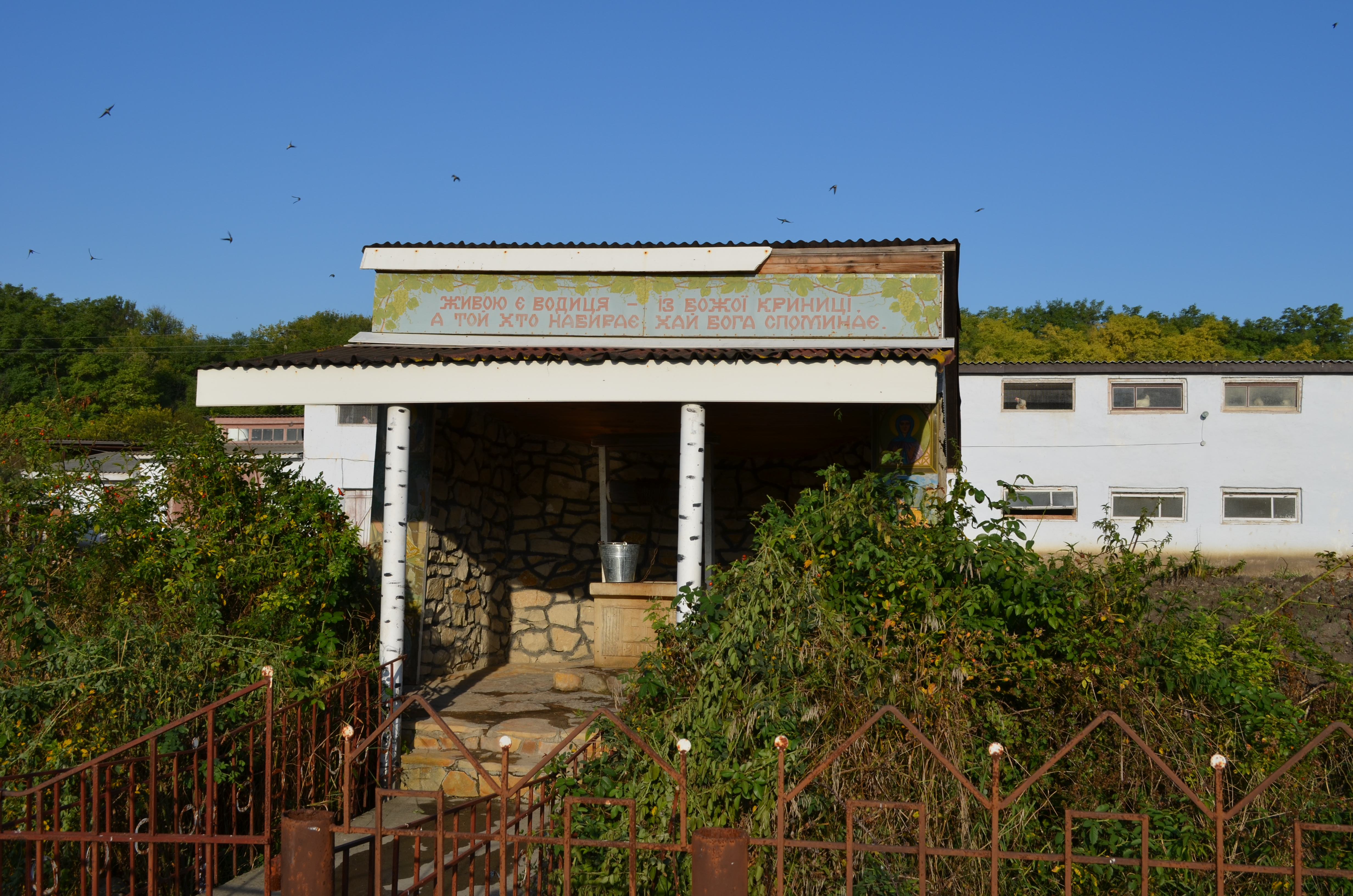
Криниця
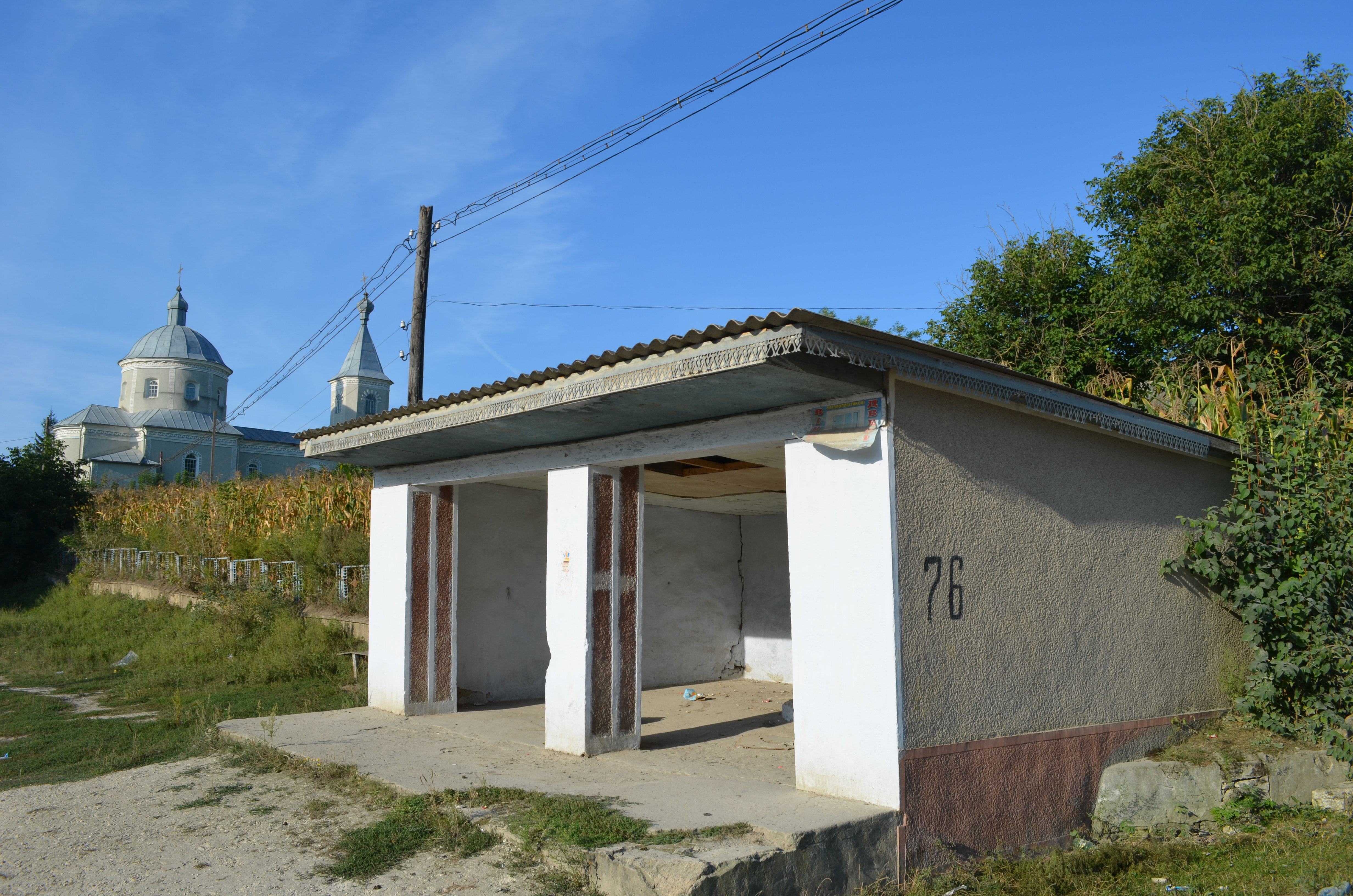
Автобусна зупинка
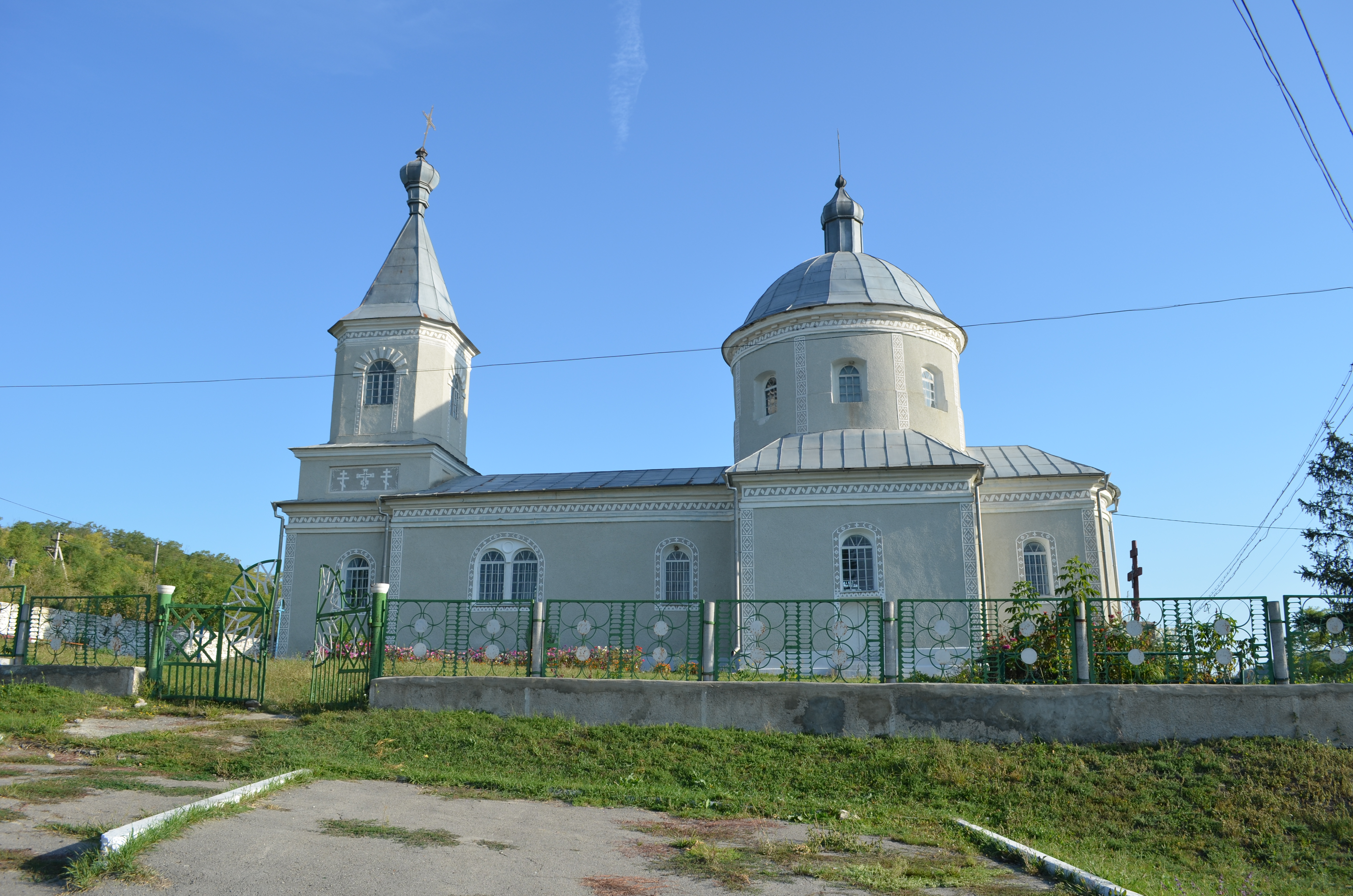
Церква
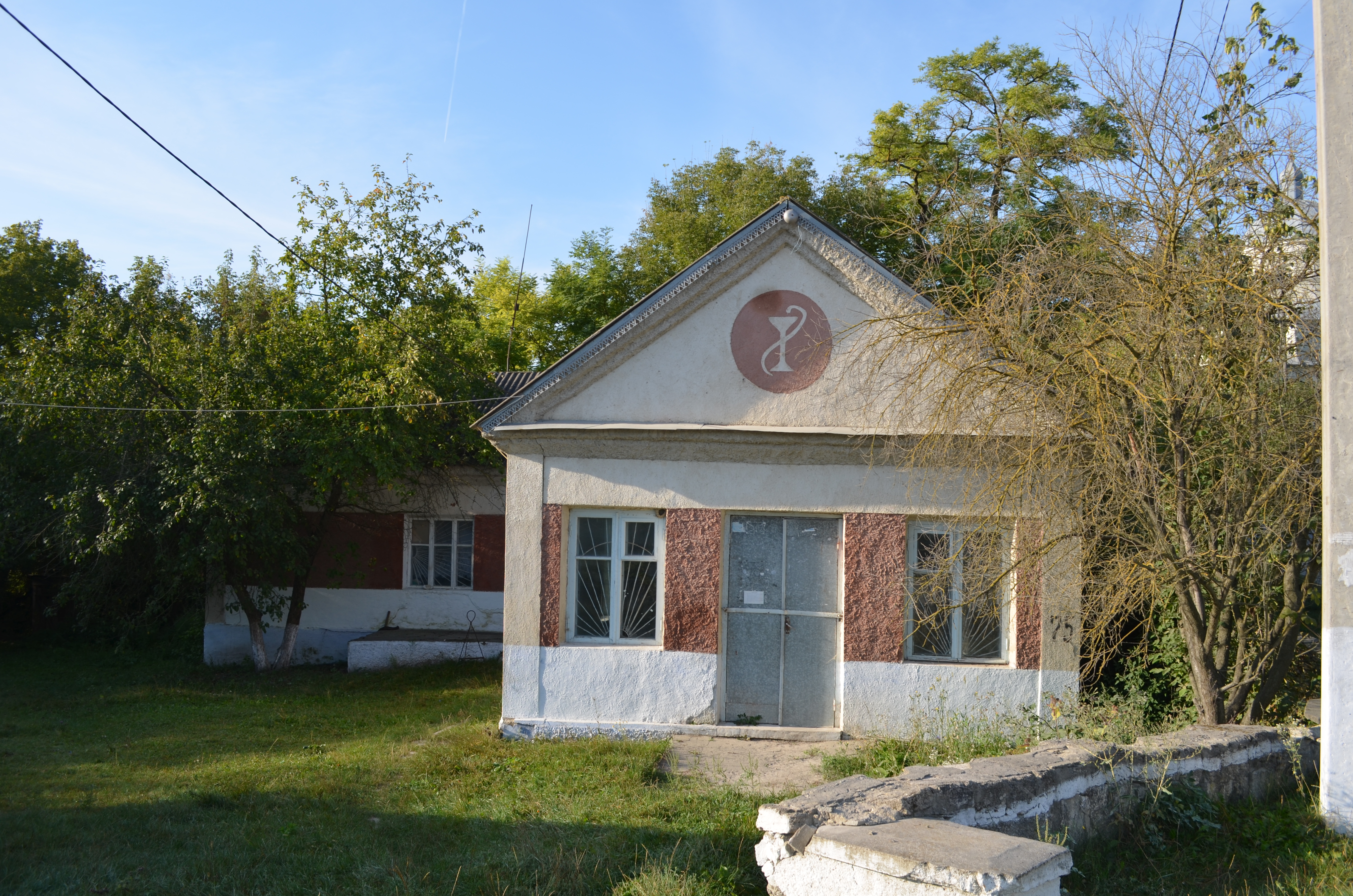
Фельдшерський пункт
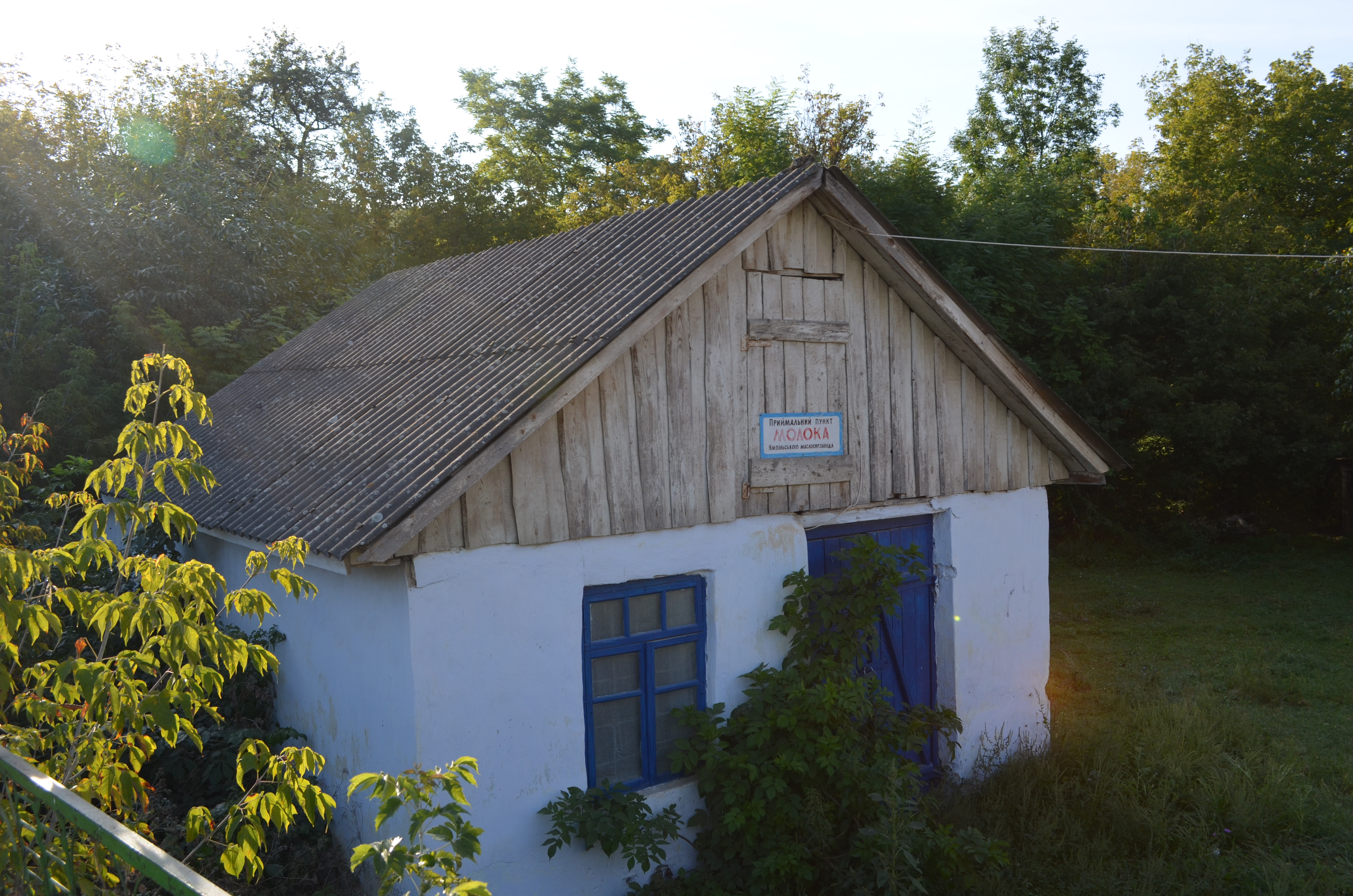
Пункт прийому молока
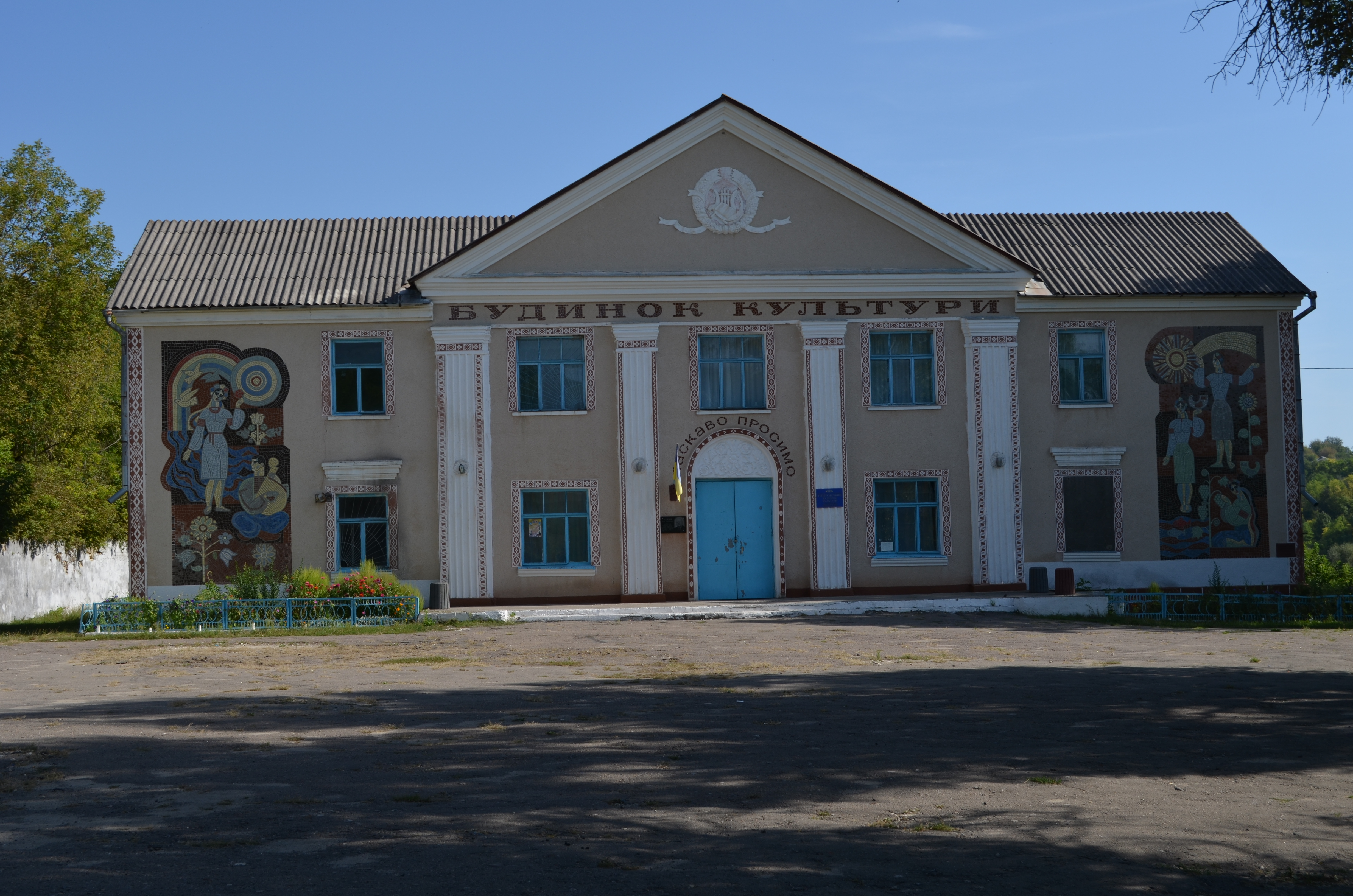
Будинок культури
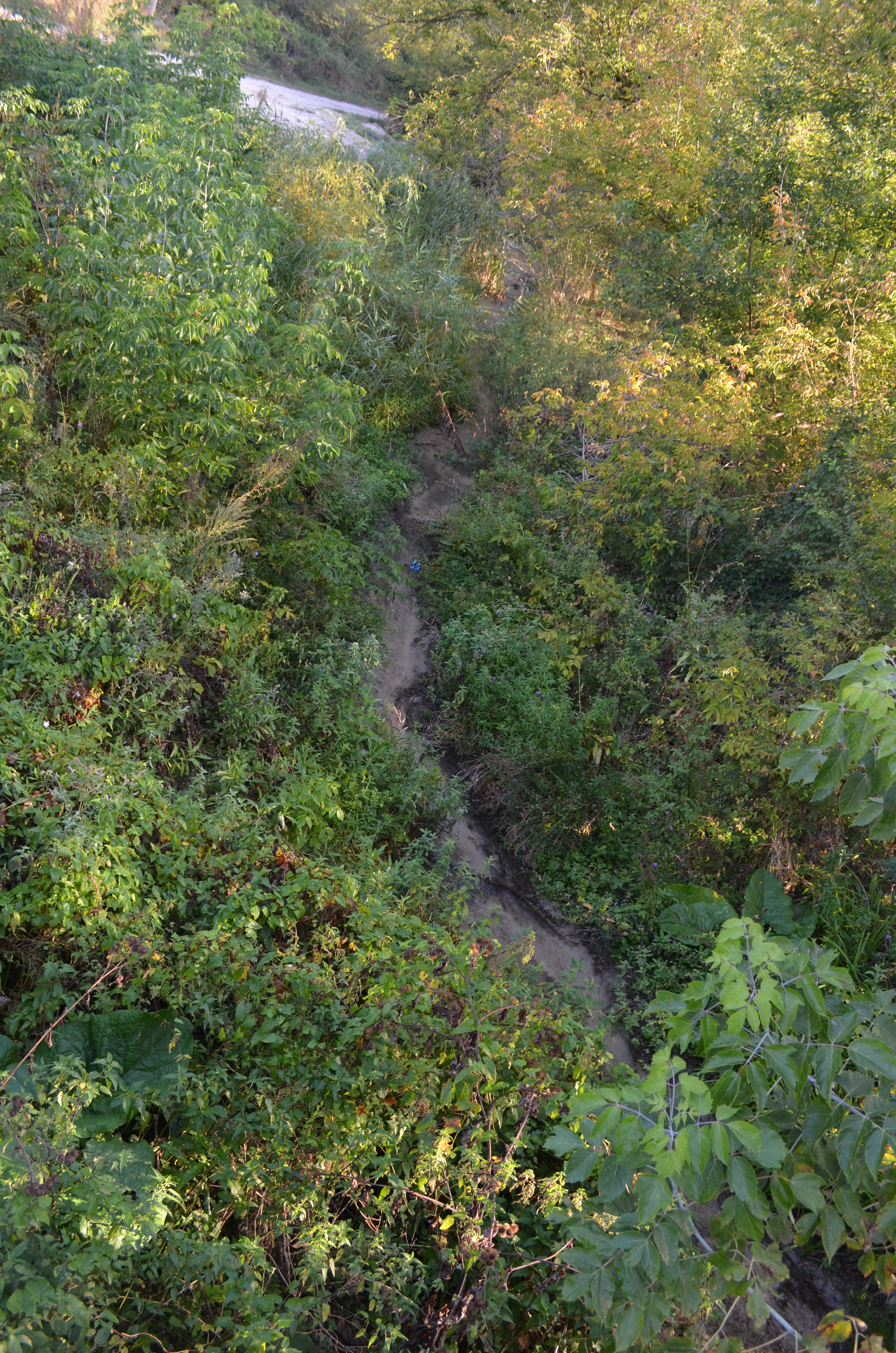
Річка Вікниця
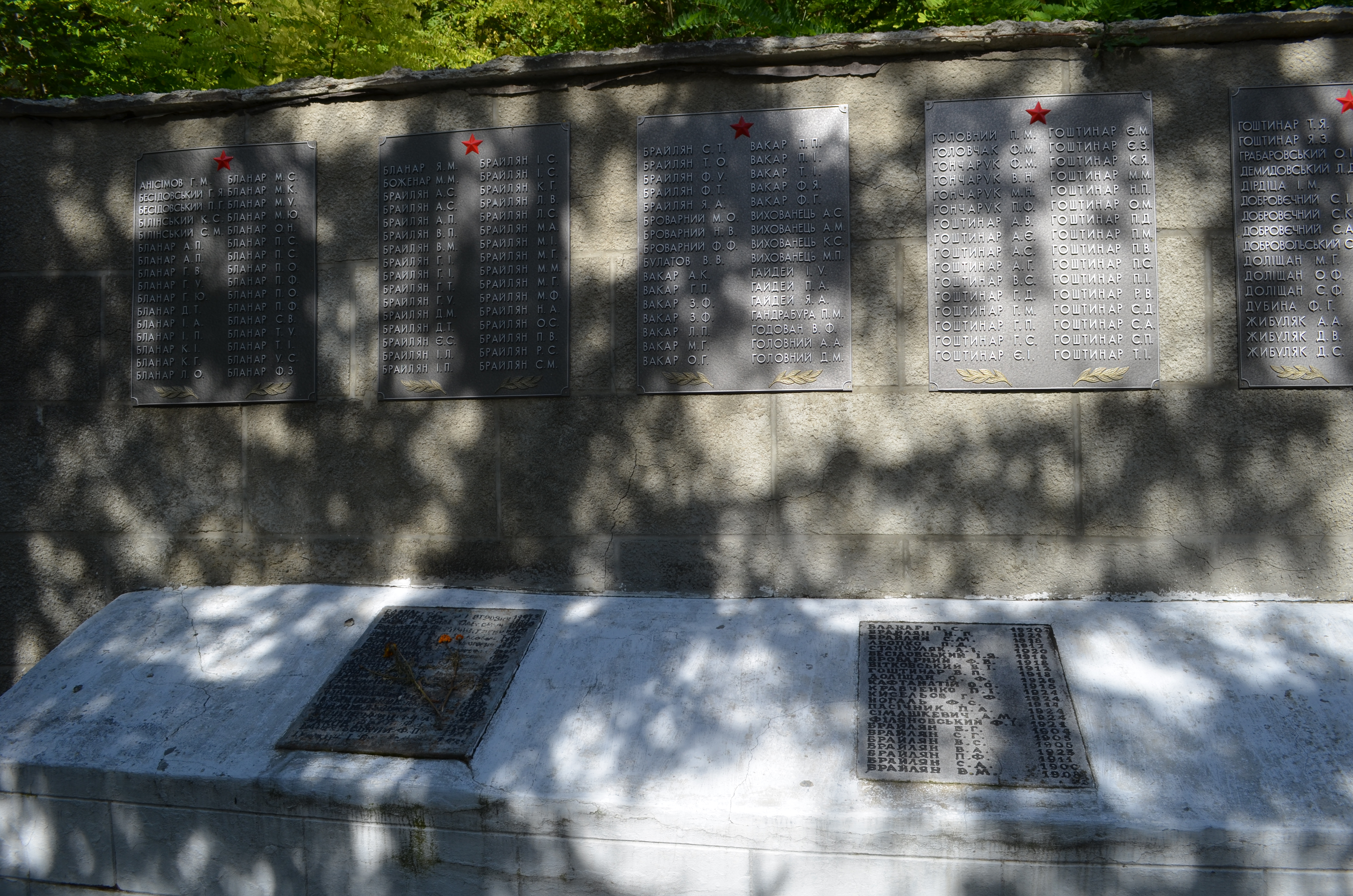
Пам'ятник воїнам-односельчанам
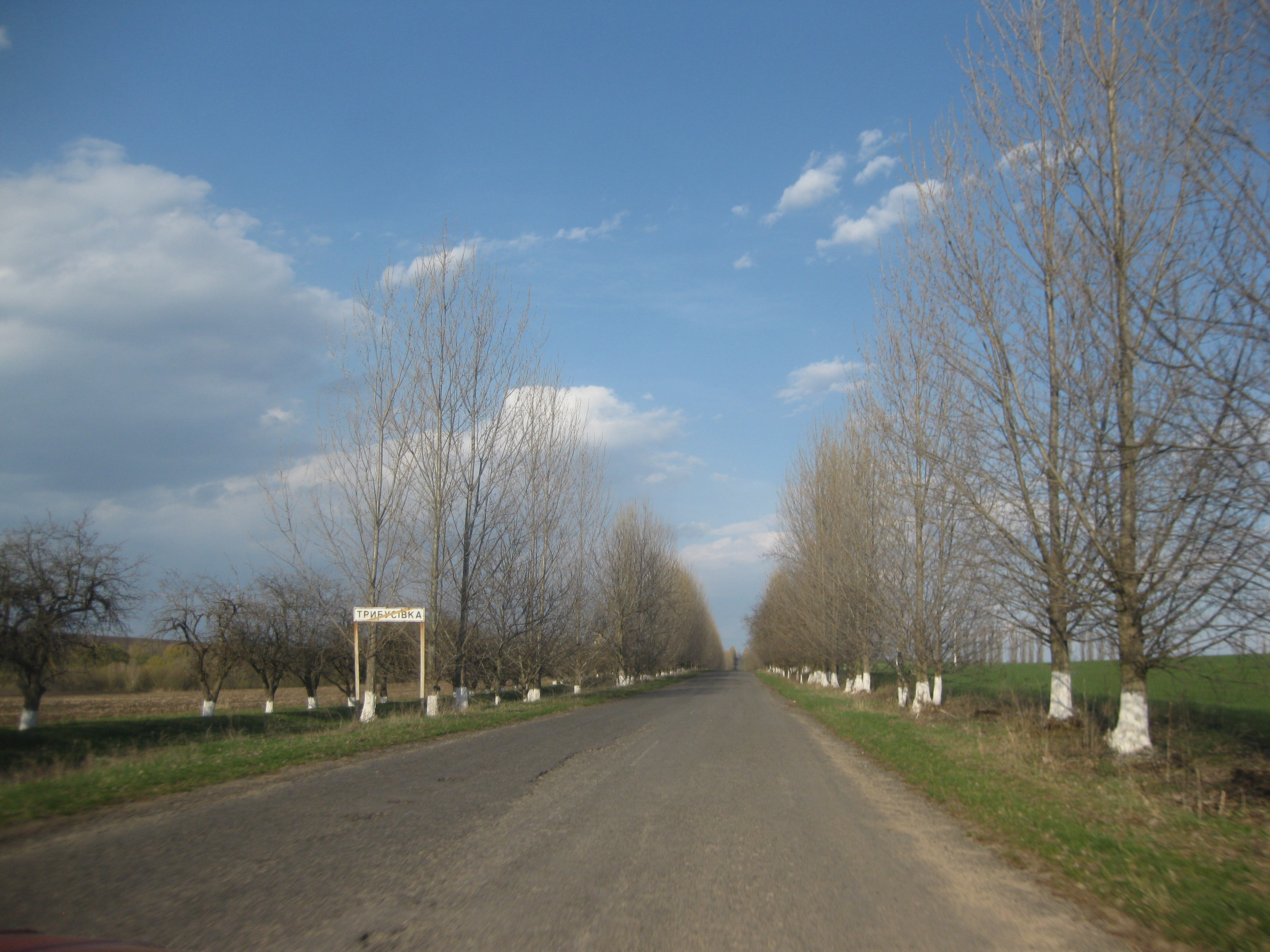
Дорога із села